# Mikhayelovka
Mikhayelovka ou Mikhaylovka (en arménien Միխայելովկա ) est une communauté rurale du marz de Lorri en Arménie. En 2008, elle compte 623 habitants.